# 后安镇 (万宁市)
后安镇是中华人民共和国海南省万宁市下辖的一个镇。

## 行政区划
后安镇下辖以下村级行政区划单位：
吴村、曲冲村、坡仔村、潮港村、曙光村、安坡村、白石村、龙田村、金星村、坝头村、六合村、多荫村、群兴村、乐来村、雨坛村、七星村、龙唇村、六底村、桥头村、坡头村、红联村、茶山村、后安村、后安镇农场和乐来农场。